# 张国清
張國清（1964年8月13日—），河南罗山人，中国共产党、中华人民共和国政治人物，副国级领导人。先后在长春光学精密机械学院（今长春理工大学）电子工程系和华东工学院（今南京理工大学）对外经济贸易专业学习，在职取得清华大学经济管理学院经济学博士，曾任中国兵器工业集团总经理，重庆市人民政府市长，天津市人民政府市长，中共辽宁省委书记、辽宁省人大常委会主任等职务。现任中共中央政治局委员、国务院副总理、国务院安全生产委员会主任。
张国清是中共第十七届中央候补委员，第十八、十九届、二十届中央委员，二十届中央政治局委员。

## 生平

### 早年经历
1981年考入长春光学精密机械学院（今长春理工大学）电子工程系，攻读光电技术专业。1984年7月加入中国共产党。1985年本科毕业后，又在华东工学院（今南京理工大学）管理工程系学习工业对外贸易，1987年7月取得第二学士学位。

### 军工企业
工业外贸第二学位毕业后，进入中国北方工业公司工作。在这家军工企业，张国清由项目经理起步，曾长期参与公司在中东地区的业务；历任公司驻伊朗德黑兰代表处总代表助理，驻中东地区副处长、处长；1995年，出任公司国际贸易一部副总经理；1996年，晋升公司副总裁；1998年起，兼任北方工业公司党委书记，中国万宝工程公司副董事长、董事长。
1999年，根据中共中央、国务院、中央军委有关国防科技工业体制改革的决策，北方工业公司划归新成立的中国兵器工业集团公司管理；张国清以兵器工业集团党组成员、副总经理的职衔，继续兼任北方工业公司党委书记、副总裁。在此期间，他还在清华大学经济管理学院攻读数量经济学博士研究生，并于2001年9月至11月参加美国哈佛大学商学院高级管理培训班的学习。
在2007年11月召开的中共十七大上，当选中央候补委员。2004年4月，任兵工集团副总经理、兼北方工业公司总裁；2008年10月，升任兵工集团总经理、党组副书记；并在2012年11月中共十八大上，当选中央委员。张国清在担任兵器工业集团总经理期间，兵工集团于2011年成为首家营业收入迈上3000亿元新台阶的军工集团，他也因此被誉为“兵工少帅”。2012年兵器工业集团列世界500强企业第205位，当年实现主营业务收入3510亿元。

### 重庆市
2013年4月，调任中共重庆市委副书记，成为时任重庆市委书记孙政才的副手。2013年7月，兼任重庆市委党校校长。2016年12月30日，任重庆市人民政府副市长、代理市长，晋升正部级。2017年1月19日，重庆市第四届人民代表大会第五次会议选举张国清为重庆市人民政府市长。2017年7月，兼任国务院三峡工程建设委员会副主任。

### 天津市
2017年12月，调任天津担任市委副书记一职。2018年1月2日，任天津市副市长、代理市长，成为时任天津市委书记李鸿忠的副手。2018年1月29日，當選天津市市長。2018年2月24日，当选为第十三届全国人大代表。

### 辽宁省
2020年9月1日，任中共辽宁省委书记，成为时任最年轻的省委书记。至此，张国清拥有了两个直辖市和一个工业大省的主政履历。2021年1月，当选辽宁省人大常委会主任。他在辽宁主政的一大举措就是持续优化营商环境，着力打造“办事方便、法治良好、成本竞争力强、生态宜居的营商环境”，以及“打造数字辽宁、智造强省”。

### 国务院
2022年10月23日，58岁的张国清在中共二十届一中全会上当选中共中央政治局委员，晋升副国级，成为党和国家领导人。11月27日，卸任辽宁省委书记。
2023年1月16日，张国清不再兼任辽宁省人大常委会主任。2023年1月17日，西藏自治区选举产生第十四届全国人大代表，中央提名的代表候选人张国清当选。同年3月12日，经国务院总理李强提名，张国清在十四届全国人大一次会议上当选国务院副总理（排名第三）。
张国清在2023年担任国务院副总理后，还兼任了国务院安全生产委员会主任，负责全国的应急管理和安全生产事务。张国清在国务院内还同时分管工业和信息化、国资监督、市场监督等事务。
3月26日至28日，张国清在内蒙古调研检查安全生产工作，了解阿拉善露天煤矿特大坍塌事故救援进展，这是他出任副总理后的首次外出调研。3月29日，张国清出席全国森林草原防灭火工作电视电话会议并讲话。这显示安全生产和防灾减灾是其分管的工作之一。4月17日，他出席中央企业2023年度经营业绩责任书签订会议。6月4日至6日，他到上海调研制造业发展。这显示中央企业也是其分管的工作。
8月1日-8日，张国清先后到北京、天津、黑龙江、河北视察水灾灾情，指导防汛抗洪救灾。9月10日至12日，张国清出席了在俄罗斯海参崴举行的第八届东方经济论坛。12月19日早，张国清率国务院工作组紧急赶赴甘肃、青海地震灾区指导抗震救灾工作。
2024年1月22日中午，张国清率工作组紧急赶赴云南昭通指导山体滑坡灾害现场搜救和应急处置工作。1月24日晚，张国清紧急赶赴江西省新余市指导火灾事故处置工作。
5月2日，赴广东梅州指导梅大高速茶阳路段塌方灾害应急处置工作。5月22日，作为国家主席习近平特别代表出席在德黑兰举行的伊朗已故总统莱希吊唁活动。